# 569 Misa
569 Misa
569 Misa là một tiểu hành tinh ở vành đai chính. Nó được J. Palisa phát hiện ngày 27.7.1905 ở Viên và được đặt theo tên
Misa, vị thần trong đạo Orphism thời cổ Hy Lạp. Tên của tiểu hành tinh này được dùng để đặt cho nhóm tiểu hành tinh Misa